# Kreuzkirche (Cottbus)

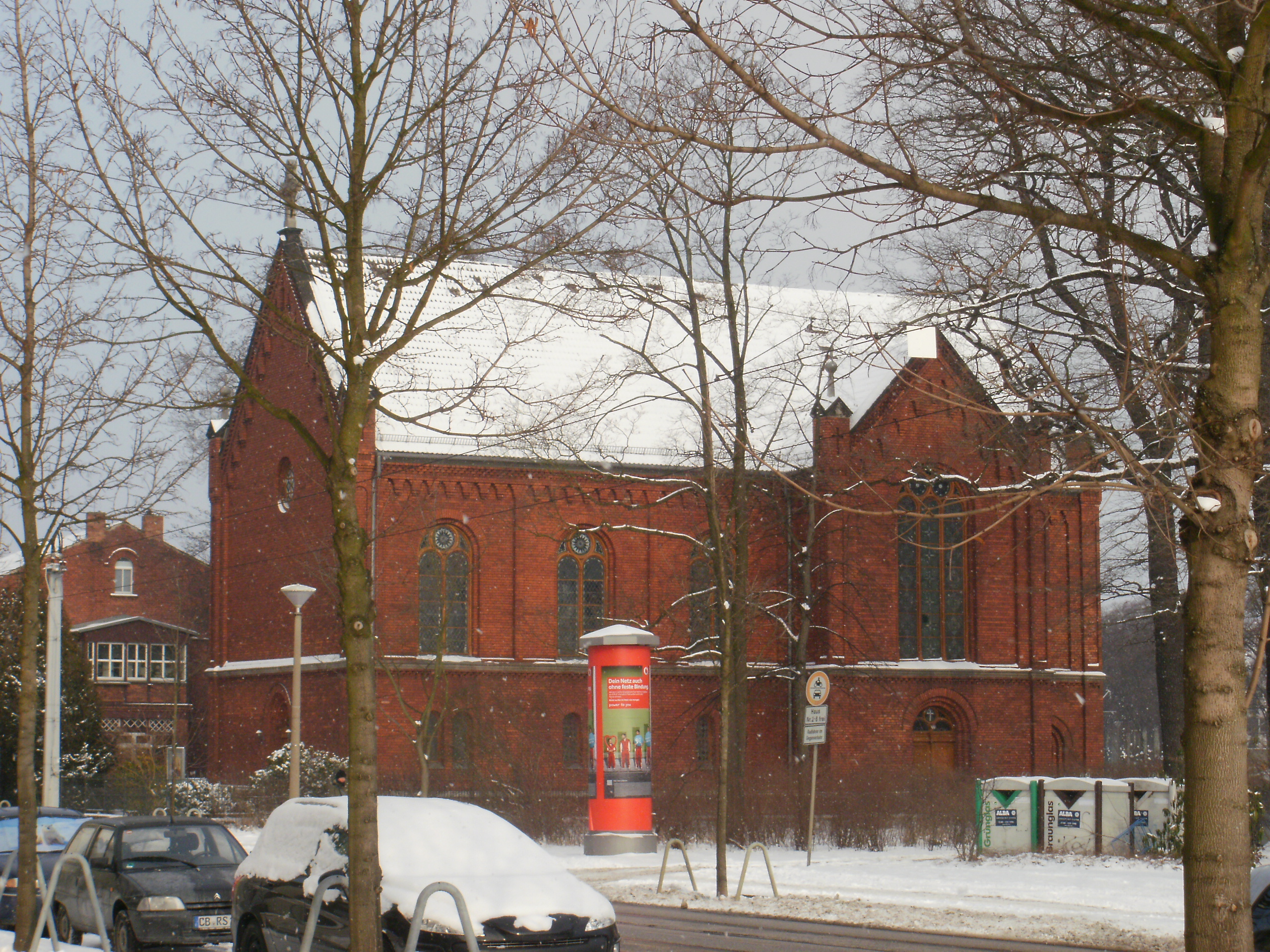
Kreuzkirche

Die Kreuzkirche in der Karlstraße der Stadt Cottbus ist ein denkmalgeschützter Sakralbau und wurde 1879 erbaut. Sie ist die Gottesdienststätte der Evangelisch-lutherischen Kreuzkirchengemeinde. Sie gehört zum Kirchenbezirk Lausitz der Selbständigen Evangelisch-Lutherischen Kirche.

## Beschreibung
Die Kreuzkirche ist turmlos und hat kein Geläut, da auf Erlass des preußischen Königs Friedrich Wilhelm IV. hin die Kirchen der Altlutheraner nicht als solche sichtbar sein und auch kein Geläut haben durften. Die Kirche ist ein Backsteinbau mit großer Mittelapsis in Form einer Basilika, ihr Grundriss hat die Form eines Kreuzes und wird von einem Satteldach mit Giebel an der Westseite abgeschlossen. Die Ecktürmchen sind mit Sandsteinkreuzen bekrönt, ebenso der Giebel der Westseite, in der sich das Hauptportal befindet. Über dem Portal ist außerdem ein Okulus zu sehen. Weiterhin erwähnenswert ist, dass der Kirchsaal ein Tonnengewölbe mit Kassetten aufweist. Die Fassade der Kirche wird von neoromanischen Stilelementen und Rundbogenfenstern mit Bleiverglasung dominiert.

## (Bau-)Geschichte
Die Kreuzkirche ist der einzige große Cottbuser Kirchenbau des späten 19. Jahrhunderts.
Die Entscheidung für den Bau der Kirche für diese staatsunabhängige Evangelisch-Lutherische Gemeinde wurde 1878 gefasst. Nach nationaler und internationaler Spendensammlung konnte der Bau realisiert werden. Die Grundsteinlegung für die Kirche fand am 10. Mai 1878 statt. Die Pläne dafür wurden von Baurat Abel aus Lauban ausgearbeitet, die Ausführung übernahmen der Maurermeister Wilhelm Schneider und der Zimmermeister Karl Simon unter der Mitwirkung des Maurer- und Zimmermeisters Pötschke aus Rothenburg. Anderthalb Jahre später (Ende 1879) konnte die Kirche unter dem Namen Kreuzkirche geweiht werden. Die Orgel, die 1904 eingebaut worden war, wurde von der Firma Heinrich Schlag hergestellt. Während des Zweiten Weltkrieges wurden durch Plünderungen und Granateneinschläge Dach, Fenster und ein Jochbogen der Kirche zerstört. Unversehrt blieben nur das Orgelwerk, das Gestühl und der Altar.
Nach mühseligen Reparaturarbeiten durch die Gemeindemitglieder konnte die Kirche ab dem 15. Mai 1949 wieder genutzt werden. Weil das Dach noch immer undicht war, wurde es in den 1960er Jahren neu gedeckt. Eine umfassende Renovierung, bei der u. a. der Altarraum erneuert wurde, erfolgte dann im Jahre 1979. Die eisernen Altarleuchter, das kupferne Meditationskreuz, das Triumphkreuz, der Altartisch, die Taufe und die Kanzel wurden von der Bildhauerin Elly-Viola Nahmmacher aus Greiz entworfen.

Ab 1999 erfolgte in zwei Schritten eine gründliche Sanierung.
Außensanierung:
- Trockenlegung des Fundaments
- Neuverfugung der Außenwände
- Erneuerung der Dachbleche
- Neueindeckung des Apsis-Daches
- Erneuerung der Sandsteinbekrönungen
- Erneuerung des Sandsteinkreuzes auf dem Giebel der Westseite
- Reparaturen der Fenster

Innensanierung:
- Reparaturen der Dachstuhlbalken und des Tonnengewölbes
- Neuverputzung und Streichen der Wandflächen